# 2018年中華民國全國性公民投票
2018年中華民國全國性公民投票為中華民國臺澎金馬境內，依據《公民投票法》於2018年11月24日舉行之全國性公民投票。本年度全國性公民投票案，與2018年中華民國地方公職人員選舉同時舉辦投票。这是自2017年12月《公民投票法》修法以来的第一次公投，该法案降低了公投的门槛。其提案、連署與成案數量比起2017年以前大幅上升。
截至2018年10月23日為止，中央選舉委員會所公告成案之全國性公民投票案數量為10案，提案領銜人與/或團體分別來自中國國民黨（盧秀燕、郝龍斌、林德福分別領銜）、下一代幸福聯盟（游信義、曾獻瑩分別領銜）、前奥运国手（紀政领衔）、婚姻平權公投推動小組（苗博雅、王鼎棫分別領銜）、以核養綠缺電公民自救會（黃士修領銜），議題涵蓋環保、能源、性別平權以及體育外交。
依據中選會公佈的結果顯示，十案公投中有七案通過，三案不通過。通過的公投案為反空污、反燃煤、反核食、反同議題（即愛家公投：確立民法婚姻定義為一男一女、反對性別平等教育中於國中小階段實施同志教育、專法處理同性共同生活）和以核養綠。本次公投的通過門檻為493萬9267張同意票，且同意票要高於不同意票。
由於投票所圈票處太少，於投票截止時間下午4點後，還有排隊投票的人潮，故有些投開票所無法準時在下午4點投完票，造成部分投票權人在還未投票時就能透過網路觀看開票的亂象，投票結束後，中選會主委陳英鈐辭職獲准。

## 背景
选票上一共出现了十个問題。2017年12月，立法院三讀通過修正《公民投票法》部分條文，大幅降低公投限制，提案門檻從總統副總統選舉人總數5/1000調降到1/10000；連署門檻則從5％降到1.5％；通過門檻則從「票數達選舉人總數1/2且同意大於不同意」降為「同意票達選舉人總數1/4，且有效同意票超過不同意票」。經修法完成後，2018年中央选举委员会审议一个提案时，选民向他們提交的連署书，总共需要28万人連署。本年度中央選舉委員會受理之公投案提案共37案，其中21案開始連署程序。该委员会审查和批准的提案中有5个是关于LGBT權益、LGBT性教育和同性婚姻。選票中的另外四个提案涉及国际运动会的代表性、核电、煤电以及禁止从受福岛核灾难影响的地区进口农产品和食品。第十个提案要求选民否决《電業法》第95-1条，该条规定，该国所有的核发电设施应在2025年前退役。這個提案最初被中央選舉委員會以連署數不足的理由否決了，但在台北高等行政法院下令接受另外24000个連署書后，委员会撤销了决定。
2018年4月17日，中央選舉委員會第505次委員會議審議通過補正後之提案並函請戶政機關查對提案人。

### 同性婚姻與性別平等教育相關公投提案
2018年2月，台灣反对同性婚姻的基督教右派团体，下一代幸福聯盟公民行動總召游信義和理事長曾獻瑩就LGBT議題進行提案，旨在推翻2017年5月司法院釋字第748號解釋，该解釋要求将同性婚姻在兩年內法制化。中央选举委员会于2018年4月审查并接受了该组织的提案。他们批准的两个提案与同性婚姻有关；一个是关于民法婚姻是否需僅限在一男一女的結合（第10案），另一个是主張以民法婚姻規定以外之其他形式來保障同性別二人經營永久共同生活的權益。第三个提案主張在國民教育階段內（國中及國小），教育部及各級學校不應對學生實施性別平等教育法施行細則所定之同志教育（第11案）。
2018年9月，婚姻平權公投推動小組宣布，他们已经收集到足够的連署書，可以将自己的提案交付公投。该小組的提案将要求立法机关修改《民法典》，明确允许同性伴侣结婚（第14案），另一個是要求在國民教育階段教授含同志議題等內容之性別平等教育，並期望能從《性別平等教育法施行細則》的命令位階提升到《性別平等教育法》的法律位階（第15案）。

## 連署
21案經連署程序，至2018年9月6日止，中央選舉委員會已收受10案之連署書。8月27日，由中國國民黨所提出的「降低火電力發電量」、「停建煤電設備」、「維持禁止進口日本核災地區食品」三案完成連署並送交中央選舉委員會。8月30日，下一代幸福聯盟所提出的「民法婚姻限定一男一女」、「國中小禁止實施同志教育」以及「民法婚姻以外形式保障同性伴侶」三案已完成送件。9月3日，「東京奧運臺灣正名」公投案連署完成並送件至中央選舉委員會。9月4日，婚姻平權公投推動小組向中央選舉委員會送交「婚姻平權」、「確立性別平等教育」兩案連署書。9月6日，以黃士修為領銜人所提案之「廢止「核電停運」」公投連署書完成送件。
經中央選舉委員會點收、核對並審查之後，於10月2日通過「降低火力發電量」公投案成案、10月9日通過「停建煤電設備」、「維持禁止進口日本核災地區食品」、「民法婚姻限定一男一女」、「國中小禁止實施同志教育」、「民法婚姻以外形式保障同性伴侶」以及「東京奧運臺灣正名」公投案等6案成案。10月11日，中央選舉委員會宣布，「婚姻平權」、「確立性別平等教育」兩案跨越連署門檻，並於10月16日審議通過。10月11日，中央選舉委員會宣布，「廢止『核電停運』」公投連署經審核未達門檻，並經10月16日審議確認未通過並依法通知補件，但此時黃士修表示不補件，並提出暫時狀態假處分；10月17日，臺北高等行政法院同意假處分，同日黃士修將2萬餘份連署書送件至中央選舉委員會。
| 公告案次 | 領銜人 | 題目 | 連署人數                 | 有效連署                 | 有效連署 | 無效連署              | 無效連署 | 有效連署率 | 有效連署率 | 連署結果 |
| 公告案次 | 領銜人 | 題目 | 連署人數                 | 數量                     | %        | 數量                  | %        | 基準人數   | %          | 連署結果 |
| -------- | ------ | --- | ------------------------ | ------------------------ | -------- | --------------------- | -------- | ---------- | ---------- | -------- |
| 7        | 盧秀燕 | 你是否同意以「平均每年至少降低1%」之方式逐年降低火力發電廠發電量？                                                       | 497,243                  | 314,395                  | 63.23    | 182,848               | 36.77    | 18,782,991 | 1.67       | 通過     |
| 8        | 林德福 | 你是否同意確立「停止新建、擴建任何燃煤發電廠或發電機組（包括深澳電廠擴建）」之能源政策？                                 | 492,818                  | 313,165                  | 63.55    | 179,653               | 36.45    | 18,782,991 | 1.67       | 通過     |
| 9        | 郝龍斌 | 你是否同意政府維持禁止開放日本福島311核災相關地區，包括福島與周遭4縣市（茨城、櫪木、群馬、千葉）等地區農產品及食品進口？ | 490,361                  | 311,882                  | 63.60    | 178,479               | 36.40    | 18,782,991 | 1.66       | 通過     |
| 10       | 游信義 | 你是否同意民法婚姻規定應限定在一男一女的結合？                                                                           | 677,972                  | 565,676                  | 83.44    | 112,296               | 16.56    | 18,782,991 | 3.01       | 通過     |
| 11       | 曾獻瑩 | 你是否同意在國民教育階段內（國中及國小），教育部及各級學校不應對學生實施性別平等教育法施行細則所定之同志教育？           | 670,168                  | 556,366                  | 83.02    | 113,802               | 16.98    | 18,782,991 | 2.96       | 通過     |
| 12       | 曾獻瑩 | 你是否同意以民法婚姻規定以外之其他形式來保障同性別二人經營永久共同生活的權益？                                           | 632,896                  | 522,491                  | 82.56    | 110,405               | 17.44    | 18,782,991 | 2.78       | 通過     |
| 13       | 紀政   | 您是否同意，以「台灣」（Taiwan）為全名申請參加所有國際運動賽事及2020年東京奧運？                                         | 515,959                  | 429,395                  | 83.22    | 86,564                | 16.78    | 18,782,991 | 2.29       | 通過     |
| 14       | 苗博雅 | 您是否同意，以民法婚姻章保障同性別二人建立婚姻關係？                                                                     | 474,777                  | 432,329                  | 91.06    | 42,448                | 8.94     | 18,782,991 | 2.30       | 通過     |
| 15       | 王鼎棫 | 您是否同意，以「性別平等教育法」明定在國民教育各階段內實施性別平等教育，且內容應涵蓋情感教育、性教育、同志教育等課程？   | 484,249                  | 438,066                  | 90.46    | 46,183                | 9.54     | 18,782,991 | 2.33       | 通過     |
| 16       | 黃士修 | 你是否同意：廢除電業法第95條第1項，即廢除「核能發電設備應於中華民國114年以前，全部停止運轉」之條文？                     | 314,484 +14,891 =329,375 | 279,419 +13,235 =292,654 | 88.85    | 35,065 +1,656 =36,721 | 11.15    | 18,782,991 | 1.56       | 通過     |

## 公投方式與意見發表

### 公投方式
中央選舉委員會針對本年度的公民投票，規劃與2018年中華民國地方公職人員選舉同時舉行，流程則以「先投公職人員、再投公民投票」為準則；投票時設置三個投票匭，以三案投入同一投票匭為原則；開票時則以投票匭為單位同時開票，不再進行劃記。中央選舉委員不鼓勵也不反對民眾攜帶小抄進入投票所，但必須遵守不可出示小抄、不可將小抄留置在遮屏內、不可將小抄投入票匭。

### 設立辦事處與意見發表
中央選舉委員會預計在2018年11月3日起，以意見發表會形式讓正反兩方表達意見，並允許公投案正反兩方設立辦事處。每個公投案有5次意見發表會。

## 公投結果
| 案次                 | 領銜人 | 公投題目 | 同意      | 同意   | 不同意    | 不同意 | 無效票  | 投票人數   | 投票權人數 | 投票率 | 投票結果 | 后续实践 |
| 案次                 | 領銜人 | 公投題目 | 得票      | 占比   | 得票      | 占比   | 無效票  | 投票人數   | 投票權人數 | 投票率 | 投票結果 | 后续实践 |
| -------------------- | ------ | --- | --------- | ------ | --------- | ------ | ------- | ---------- | ---------- | ------ | -------- | --- |
| 7                    | 盧秀燕 | 你是否同意以「平均每年至少降低1%」之方式逐年降低火力發電廠發電量？                                                       | 7,955,753 | 79.04% | 2,109,157 | 20.96% | 715,140 | 10,780,050 | 19,757,067 | 54.56% | 通過     | 经济部认为兩年內遵守。经济部主張公投案效力期限只有两年，且该案正文亦未阐明“平均1%”的计算基点，因此将其理解为在未来两年间，以2018年火力发电量为基准，减少相当于2018年火力发电量的2%的用电量，按此理解办法，则2019年火力发电厂发电量相较2018年减少3.6%便已达标，因此此后未再照此执行，然2020年（该年12月已超过公投两年约束限期）相较2019年回升3%，未达到该案纸面标准。 |
| 8                    | 林德福 | 您是否同意確立「停止新建、擴建任何燃煤發電廠或發電機組（包括深澳電廠擴建）」之能源政策？                                 | 7,599,267 | 76.41% | 2,346,316 | 23.59% | 823,945 | 10,769,528 | 19,757,067 | 54.51% | 通過     | 兩年內遵守。时任行政院长赖清德代表政府宣布停建发电厂计划，认为按公投法，公投案效力期限只有两年，只承诺在两年内不会有任何相关规划。 |
| 9                    | 郝龍斌 | 你是否同意政府維持禁止開放日本福島311核災相關地區，包括福島與周遭4縣市（茨城、櫪木、群馬、千葉）等地區農產品及食品進口？ | 7,791,856 | 77.74% | 2,231,425 | 22.26% | 756,041 | 10,779,322 | 19,757,067 | 54.56% | 通過     | 三年內遵守。行政院於2022年2月8日宣布在十天預告期後開放，2月21日正式公告解除禁令。 |
| 10                   | 游信義 | 你是否同意民法婚姻規定應限定在一男一女的結合？                                                                           | 7,658,008 | 72.48% | 2,907,429 | 27.52% | 459,508 | 11,024,945 | 19,757,067 | 55.80% | 通過     | 该案为不作为公投，民法依该案未有相关修正，另参见第12案。 |
| 11                   | 曾獻瑩 | 你是否同意在國民教育階段內（國中及國小），教育部及各級學校不應對學生實施性別平等教育法施行細則所定之同志教育？           | 7,083,379 | 67.44% | 3,419,624 | 32.56% | 507,101 | 11,010,104 | 19,757,067 | 55.73% | 通過     | 在四个月后，《〈性别平等教育法〉实施细则》将“同志教育”条文改为“認識及尊重不同性別、性別特徵、性別特質、性別認同、性傾向教育，及性侵害、性騷擾、性霸凌防治教育”条文 |
| 12                   | 曾獻瑩 | 你是否同意以民法婚姻規定以外之其他形式來保障同性別二人經營永久共同生活的權益？                                           | 6,401,748 | 61.12% | 4,072,471 | 38.88% | 540,757 | 11,014,976 | 19,757,067 | 55.75% | 通過     | 同时结合公投第10案、第14案结果，在六个月后通过保障同婚的《748法》。 |
| 13                   | 紀政   | 你是否同意，以「台灣」（Taiwan）為全名申請參加所有國際運動賽事及2020年東京奧運？                                         | 4,763,086 | 45.20% | 5,774,556 | 54.80% | 505,153 | 11,042,795 | 19,757,067 | 55.89% | 不通過   | 不适用 |
| 14                   | 苗博雅 | 您是否同意，以民法婚姻章保障同性別兩人建立婚姻關係？                                                                     | 3,382,286 | 32.74% | 6,949,697 | 67.26% | 608,484 | 10,940,467 | 19,757,067 | 55.37% | 不通過   | 不适用 |
| 15                   | 王鼎棫 | 您是否同意，以「性別平等教育法」明定在國民教育各階段內實施性別平等教育，且內容應涵蓋情感教育、性教育、同志教育等課程？   | 3,507,665 | 34.01% | 6,805,171 | 65.99% | 619,001 | 10,931,837 | 19,757,067 | 55.33% | 不通過   | 不适用 |
| 16                   | 黃士修 | 您是否同意：廢除電業法第95條第1項，即廢除「核能發電設備應於中華民國一百十四年以前，全部停止運轉」之條文？                | 5,895,560 | 59.49% | 4,014,215 | 40.51% | 922,960 | 10,832,735 | 19,757,067 | 54.83% | 通過     | 在公投结果公示三天后该条文失去效力，六个月后《电业法》删去相关条文。 |
| 來源：中央選舉委員會 |        | |           |        |           |        |         |            |            |        |          | |

## 主要爭議

### 連署階段

#### 連署書點收與補件爭議
在「廢止『核電停運』」公投案中，領銜人黃士修等人曾於2018年9月13日補送2萬多份公投連署書到中選會，但遭拒收。中選會表示在同月6日已依法點收314,135份連署書，已超過公投法規定最低門檻281,745份，無補提的必要；且既已點收並送交戶政機關查對，在查對完成前該會並無再次點收的權限與義務，黃士修等人因而開始絕食抗議。黃士修絕食140小時後，於同月19日因體力不支送醫，並由侯漢廷接力絕食；而侯漢廷在絕食160小時後亦因體力不支於同月26日送醫急救。26日下午黃士修等人宣布，因颱風來襲，將暫時撤退並結束絕食行動。
之後中選會於同年10月12日公布此案查對結果，合格數為279,419份，差2,000多份未達28萬成案門檻，將無法「公投綁大選」；對此黃士修於同日召開記者會怒喊「憤怒」，並痛批公投未過關，是因為府院黨早安排好的內定劇本，他不會去補件。

#### 死亡連署與連署書代為抄寫爭議
中央選舉委員會於2018年9月3日表示，由立法委員盧秀燕領銜之「降低火力發電量」公投，經戶政機關查對，發現共11,849人在連署開始前死亡，佔整體連署人數2.38%，且發現有偽造問題連署書共77,194份；10月2日，中央選舉委員會決議通過該案，但針對死亡連署與偽造部分，會依據《刑事訴訟法》第241條進行刑事告發。對此盧秀燕認為，在9月3日送件時，其連署書數量約為48萬份，但最後的連署書數量則約為49萬份，對於多出約1萬份之連署書表示質疑。10月9日，中央選舉委員會通過「反核食」等6件公投案，均發現有死亡連署問題，也將同樣進行刑事告發。

#### 抄寫病例爭議
2018年10月11日，時代力量市議員參選人唐聖捷、張祐銓，連同中醫診所離職邱姓員工開記者會，控訴診所老闆娘要求底下員工將病歷抄寫至公投連署書上，當時老闆娘向員工表示，「都是經過當事人同意的」，離職員工指控老闆娘9月28日違法解雇她，甚至還被老闆娘恐嚇，「你敢把事情鬧大，就讓你在中醫界混不下去！」在記者會中，當事人出示她與老闆娘的對話記錄，以及老闆娘要她抄寫的連署書照片。
10月15日，診所王姓老闆娘連同律師開記者會，泣訴「一個孩子需要一個爸爸跟一個媽媽，這是我的信念，這是我的信念，我沒有霸凌任何人，我求你們不要霸凌。這是我的信念，一個孩子需要一個爸爸跟一個媽媽，我沒有歧視任何人，你們放過我！」律師裘佩恩指出，時代力量記者會所列出的三張截圖，時代力量說是離職邱姓員工與老闆娘的Line對話截圖，這個截圖其實是其他員工與老闆娘的對話，不是離職邱姓員工本人的Line截圖。對於抄寫連署書的質疑，裘佩恩律師表示，因愛家公投有三案，若連署人三案都完整寫完姓名、身份證號碼與住所，會花好幾分鐘時間，因此在連署實務上，志工通常會請民眾先寫好第一份連署書，第二份和第三份只要簽名，由志工協助謄寫的是地址和身分證字號的部分。此外，而且連署書會有「鄰里」沒有寫的狀況，裘佩恩律師說，老闆娘是要離職邱姓員工協助整理連署書，若連署書有「鄰里」沒有填，請員工協助補上，因此診所並沒有任何要求員工抄寫病歷的行為。裘佩恩還在記者會現場，出示那一整箱連署書，裡面尚有邱姓離職員工自己的連署書，相鄰字跡也不一樣，故非大量抄寫。裘佩恩補充說，那箱連署書沒送出去，是因為當時連署已經達標，所以沒有送出去。最後，對於違法解雇的控訴，律師指出，本案屬勞資爭議事件，該邱姓離職員工在其他中醫診所有跟醫師吵架的記錄，且因該員工曾侮辱老闆娘，故老闆娘將邱姓員工解雇符合勞基法規定。對於愛家公投被抹黑的狀況，律師指出抹黑者可能觸犯「加重誹謗罪」，老闆娘向邱姓員工、三位時代力量議員參選人、發言人提出妨礙名譽告訴，並提出2百萬元民事賠償，時代力量作為雇主也須負連帶賠償責任。幸福盟理事長曾獻瑩則對時力三位議員參選員，提出誣告罪訴訟，因當時正值推動公投期間，可能違反《公投法》第35條妨礙公投罪。
對於幸福盟的說詞，時代力量議員候選人張祐銓表示「我們在提出所有指控之前，手上都握有十足證據」，他對於指控愛家公投的行為問心無愧。

### 意見發表階段

#### 辯論會抽籤
2018年10月30日， 中選會依法就下一代幸福聯盟提出的「愛家公投」舉辦15場電視辯論會，下午舉行反對方抽籤，長期致力於婚姻平權的伴侶盟指，15場辯論中，有9場恐由反同色彩濃厚的「假反方」上場，讓整個辯論可能出現正反雙方意見都是來自反同方，「自己的公投自己反」的荒謬現象，假反方可以假裝反對，丟出可笑論點給正方殺。許秀雯向中選會提證據證明賓錦揚及簡月貞是反同人士，包括賓錦揚所屬的「中華仁親社區關懷協會」是靈糧堂背景，多次公開支持反同愛家公投資訊，且賓錦揚曾經捐政治獻金給標榜反同的「信心希望聯盟」，在2016年也參與「反對同性婚姻、反對修改民法972條」連署。而簡月貞也曾在中華仁親社區關懷協會工作，也捐過政治獻金給信望盟。中華仁親社區關懷協會媒體聯絡人鄭玉婕受訪時坦言，幸福盟的主張是他們比較支持的論點，他們認為反對意見中常出現不理性的言論，伴侶盟的意見並非唯一的不同意見，為了讓更多不同意見可以聚焦討論，他們才會成立反方辦事處。10月30日，具反同背景的賓錦揚和簡月貞兩人所成立的反對意見辦公室未真正提名反方辯論人選，主動放棄6場反方辯論機會；中華仁親社區關懷協會上午再發布聲明，放棄剩下3場辯論機會。

#### 陰道無菌說
2018年11月5日，2018年中華民國全國性公民投票第十案第二場次意見發表會電視轉播中，正方代表許牧彥在發表會上表示，肛交和口交是不健康的，並指出陰道是由40層的皮膚所組成，接近無菌的狀態，但肛門直腸只有1層，卻有700種細菌在裡面，口腔則有將近500種細菌。原為婦產科醫師的立法委員駁斥此一說法。
11月7日，2018年中華民國全國性公民投票第十一案第三場次意見發表會電視轉播中，正方代表郭大衛於意見發表會中再次重申「陰道無菌說」，並表示肛門內細菌有七百多種，陰道則近乎無菌，肛門不適合拿來磨擦。婦產科醫師蔡鋒博亦表示，陰道不可能是無菌的，如果沒有正常菌叢生存，反而可能會造成陰道發炎，還會影響受孕。台灣基督長老教會牧師陳思豪於台視舉行2018年中華民國全國性公民投票第十四案第二場次意見發表會表示，「如果這是真的，那女同志是『完全無菌的陰道乘以2』，那是否能先用民法來保障她們的婚姻？」，並表示反同方為何可以講出這麼多邏輯錯亂、不合理、甚至爆笑的理由。

### 投票階段

#### 公投票數量過多爭議
由於這次公投與地方公職人員選舉同時舉行，公投題目有10項之多，各地投票所公投圈票處又太少，導致有人等了半個小時至一個小時多，於投票截止時間下午4點後，還有排隊投票的人潮，故有些投開票所無法準時在下午4點投完票，造成部分投票權人在還未投票時就能透過網路觀看開票的亂象。還有疑似不知公投方式，將公投票都蓋同意與不同意，經選務人員告知這樣是無效票後，葉女一次撕毀10張公投票，恐因此罰款5萬元，選舉過後會召開監察小組會議決定裁罰金額。

#### 選務人員有違法不當之疑慮
由於本次公投之議題涉及層面過廣，部分地方有違法不當之處遇，如不給婚姻平權之公投票或僅給反婚姻平權之公投票等違法不當行為，甚至疑似還有違反中選會之規定，將投票指引放在圈票處<--，但目前中選會尚未對此解釋其問題（目前新聞及官網之新聞稿尚未有此資訊，如有請更正之）-->。

## 間接引起的其他爭議

### 大法官釋憲問題
若互斥的公投皆通過，會有以下幾種可能：
1. 交給大法官解釋
2. 參考瑞士作法：比較兩案同意票數，較高者視為符合民意結果
3. 提案人、立法院皆可提起釋憲

### 是否採用電子投票
雖然自2004年起就有公投綁大選的例子，但本次投票公投票特別多（且10項投票率都過半，是前6次無法達到的，部分公投案又因為議題明顯而相對較高），許多投票所都大排長龍，因此有倡議電子投票之聲再起，柯文哲希望推動投票E化，但多數人不支持，認為將會有違反不記名投票原則與資安等問題。

## 公投結果後續影響
- 中華民國《公民投票法》並無強制約束力，但由於是政府推動的公投，使政策的推行受到公投結果的約束。民主進步黨立法委員黃國書就曾表示：公投法是國內法，東奧正名公投是諮詢性的公投[77]。
- 主張同婚的不分區立委尤美女以人權為由，擬提出法案將剝奪人權的議題禁止交付公投。反同方則認為同性婚姻並非屬於共通的基本人權，應尊重不同國情的社會共識[78]。而聯合國非政府組織公共資訊部（DPI／NGO）執委會主席納茲（Bruce Knotts）[79]、前文化部長龍應台表示人權議題不應該公投[80]。台北市市長當選人柯文哲更表示「這次公投可以看出台灣不是個民主成熟的國家」。[81][82]
- 在公投通過後，幸福盟表示，希望立法委員看見民意，他們將成立「修法小組」，儘速將草案送進立法院。另外，幸福盟強調他們不是「反同」，在推動愛家公投的過程中，不同意見者有機會進行對話，這是成熟社會所進行的溝通。他們希望未來各方能更有共識，共同建立和諧社會。[83]
- 為同時符合司法院釋字第748號解釋與全國性公民投票第10案及第12案之意旨，行政院於隔年2月提出司法院釋字第748號解釋施行法[84]，同年5月17日經立法院三讀通過，以專法的形式完成同性婚姻的法制化[85]。
- 2019年，監察委員高鳳仙提案、監察院通過彈劾中央選舉委員會時任主任委員陳英鈐，未注意應於公民投票日28日前公告之規定，於107年11月2日重行公告行政院的補充意見書，增加約180字摘要，表明「本案若獲通過，政府將…進行同性婚姻相關法規修正工作」[86]，造成刊登費用共計新臺幣900餘萬元之損失[86][87]。中選會依據中選會第520次會議決議，於107年11月21日將原行政機關意見書刊載新聞報紙。本次刊載新聞報紙係經行政院107年11月21日院授主預教字第1070102713函核可動用第二預備金辦理，經副主委陳朝建決行，行政院主計總處核可。監察院審計部也認為合法（審計部組織法第5條）。

## 註解
1. 1 2  應為栃木，此處保留公投主文錯字

## 外部連結
- 全國性公民投票案第7案至第16案公投公報電子書 - 中央選舉委員會（页面存档备份，存于）
- 全國性公民投票專區 - 中央選舉委員會（页面存档备份，存于）